# NEVERLAND
《NEVERLAND》是韓國的男子組合U-KISS的第2枚正規韓語專輯。於2011年9月1日發行。唱片公司為NH Media。

## 概要
- 與上一張正規專輯《ONLY ONE》相距約1年7個月。
- 《Neverland》為此專輯的主打曲目。
- 新曲《SOMEDAY》為此專輯的先行曲目，並於2011年8月末配信發行。
- 此專輯是成員AJ和Hoon加入後首張正規專輯。

## 收錄內容
1. Intro
2. Neverland
2nd正規韓語專輯《NEVERLAND》主打曲目
3. Baby Don't Cry
4. SOMEDAY
5. Take Me Away
6. ON THE Floor
7. 朋友的愛（친구의 사랑）
8. 四月的故事（Feat. Eun Young for Brave Girls）（4월 이야기）
9. Obsession
10. TOP THAT
11. Tell Me Y
12. 再次相見（U-KISS with PARAN）（다시 만나요）
13. SOMEDAY (Instrumental)